# Hacienda de Enmedio
Hacienda de Enmedio är en ort i Mexiko.   Den ligger i kommunen Montemorelos och delstaten Nuevo León, i den centrala delen av landet, 600 km norr om huvudstaden Mexico City. Hacienda de Enmedio ligger 412 meter över havet och antalet invånare är 218.
Terrängen runt Hacienda de Enmedio är platt. Runt Hacienda de Enmedio är det ganska glesbefolkat, med 32 invånare per kvadratkilometer. Närmaste större samhälle är Montemorelos, 5,4 km söder om Hacienda de Enmedio. Omgivningarna runt Hacienda de Enmedio är en mosaik av jordbruksmark och naturlig växtlighet.